# کلمنس فرانکهاوزر
کلمنس فرانکهاوزر (آلمانی: Clemens Fankhauser؛ زادهٔ ۲ سپتامبر ۱۹۸۵ ‏(۳۹ سال)) دوچرخه‌سوار اهل اتریش است.
از باشگاه‌هایی که در آن رکاب زده‌است می‌توان به چمپیون سیستم اشاره کرد.